# Грејс Сити (Северна Дакота)
Грејс Сити (енгл. Grace City) град је у америчкој савезној држави Северна Дакота.

## Демографија
По попису из 2010. године број становника је 63, што је 8 (-11,3%) становника мање него 2000. године.
| Група             | 2000.      | 2010.      |
| Белци             | 70 (98,6%) | 62 (98,4%) |
| Афроамериканци    | 0 (0,0%)   | 0 (0,0%)   |
| Азијати           | 0 (0,0%)   | 0 (0,0%)   |
| Хиспаноамериканци | 1 (1,4%)   | 0 (0,0%)   |
| Укупно            | 71         | 63         |